# تيموثي س. باتن سينيور
تيموثي س. باتن سينيور (بالإنجليزية: Timothy C. Batten, Sr.)‏ هو قاضي ومحامي أمريكي، ولد في 23 مايو 1960 في أتلانتا في الولايات المتحدة.